# 钱朝模
钱朝模（?—?），浙江会稽（今浙江绍兴）人，是一名清朝政治人物。
钱朝模曾于1741年接替胡仁济任宝山县知县一职，1742年由李元瑞接任。